# Lobesia amaryllana
Lobesia amaryllana är en fjärilsart som beskrevs av Pierre Millière 1875. Lobesia amaryllana ingår i släktet Lobesia och familjen vecklare. Inga underarter finns listade i Catalogue of Life.